# Notudden
Ej att förväxla med Notodden i Norge
Notudden (finska: Nuottaniemi) är en udde i Finland.   Den ligger i landskapet Nyland, i den södra delen av landet, 12 km väster om huvudstaden Helsingfors.
Terrängen inåt land är platt. Havet är nära Notudden åt sydost.  Närmaste större samhälle är Helsingfors, 11,9 km öster om Notudden. 